# Henri Kassagi
Pour les articles homonymes, voir Kassagi (homonymie).
Henri Kassagi (né le 28 septembre 1932 à Tunis, Tunisie ; mort le 23 juin 1997 à Paris, France) est un prestidigitateur, peintre, acteur et auteur franco-tunisien. 

## Carrière
Henri Kassagi, de son vrai nom Abdelmaǧīd al-Qaṣʿaǧī à Halfaouine, un quartier de Tunis. À l’âge de 12 ans il assiste à un tour de magie et, à cet instant il connaît sa vocation. Mais il a déjà entraîné la dextérité de ses mains en étant pickpocket  dans les rues de Tunis. 
Au début des années 1950, il quitte la Tunisie pour Paris. Il continue à gagner sa vie comme pickpocket. Ainsi il fait la connaissance de Robert Bresson, qui lui donne le poste de conseiller technique pour parfaire les gestes des voleurs dans le film Pickpocket. Kassagi y fait même une apparition dans le rôle du premier complice. 
Les années suivantes, il se fait un nom dans le monde du spectacle de  magie et de la prestidigitation en France comme dans le monde. Sa spécialité sera toujours proche de la technique des pickpockets, c’est ainsi que le catalogue la grande Encyclopédie Larousse.
Il fait des apparitions dans les photos romans que publie  Télé poche et est invité sur les  plateaux de télévision, dans des émissions comme Télé Dimanche,. Il a du succès et fait plusieurs tours du monde. 
Au début des années 70, Il achète la maison du curé de Bonnefoi (Orne) qu'il restaure.
Cependant à la fin des années 1970 sa carrière décline. Il décide alors en 1981 de retourner dans son pays natal. Il souhaite  construire  à Hammamet, un centre de divertissement comprenant un casino, un restaurant, une salle d’exposition, une discothèque et un théâtre. Cet ambitieux projet n'aboutira pas et il revient en France.

## Vie privée
Son assistante française Hélène Chauvel est également son épouse et la mère de son fils Dominique (1956). Après leur divorce, Henri Kassagi fait la connaissance de l’Allemande Marion König à Berlin pendant un engagement. Elle devient son assistante sur et derrière la scène. Marion et Henri se marient le 29 février 1980. C’est aussi l’année de la naissance de leur fille Vanina. Ils se séparent en 1991 et le divorce est prononcé plus tard. 
Henri Kassagi mourut à l’âge de 64 ans dans son appartement parisien, 6, boulevard Jourdan (dans le  14e arrondissement) et fut retrouvé le 23 juin 1997. Le médecin légiste attribue la mort à une congestion cérébrale, survenue trois ou quatre semaines avant la découverte du corps[réf. nécessaire]. L’organisation des obsèques au cimetière du Père-Lachaise est prise en charge par son ex-épouse Marion et sa fille. Mais après l’intervention de la famille tunisienne auprès du fils et du consulat de Tunisie à Paris, il est transféré en Tunisie. Il repose au cimetière du Djellaz à Tunis.

## Filmographie
- Pickpocket, film français de Robert Bresson sorti en 1959.
- Navarro, série télévisée  (saison 7, 1995 : épisode 3 - Coup bas).

## Sources
- Journal de la prestidigitation, no 269, juillet-août 1969, Kassagi.
- Sciences et magie, no 52, P. Genève, A. Jimenez, entrtiens avec Kassagin1992-1993, ''Henri Kassagi, Illusionniste et Prestidigitateur Prince des prestidigitateurs